# Xã Burnside, Quận Centre, Pennsylvania
Xã Burnside (tiếng Anh: Burnside Township) là một xã thuộc quận Centre, tiểu bang Pennsylvania, Hoa Kỳ. Năm 2010, dân số của xã này là 439 người.